# Monti del Gennargentu
Monti del Gennargentu este o arie protejată (arie specială de conservare — SAC, sit de importanță comunitară — SCI, arie de protecție specială avifaunistică — SPA) din Italia întinsă pe o suprafață de 44.733 ha, integral pe uscat.

## Localizare
Centrul sitului Monti del Gennargentu este situat la coordonatele 39°57′04″N 9°20′10″E / 39.951111°N 9.336111°E.

## Înființare
Situl Monti del Gennargentu a fost declarat sit de importanță comunitară în iunie 1995 pentru a proteja 3 specii de plante și 67 de specii de animale. Alte tipuri de protecție:
- arie de protecție specială avifaunistică (în iulie 2009)[3]
- arie specială de conservare (în august 2019)[2][4][5]

## Biodiversitate
Situată în ecoregiunea mediteraneană, aria protejată conține 19 habitate naturale: Păduri endemice cu Juniperus spp., Păduri aluvionare cu Alnus glutinosa și Fraxinus excelsior (Alno-Padion, Alnion incanae, Salicion albae), Peșteri inaccesibile publicului, Pajiști alpine și boreale, Formațiuni de Juniperus communis pe lande sau pajiști calcaroase, Păduri de stejar alb estice, Păduri mediteraneene de Taxus baccata, Râuri mediteraneene cu debit permanent și vegetație de Glaucium flavum, Păduri de Quercus ilex și Quercus rotundifolia, Pante stâncoase silicioase cu vegetație casmofită, Lande oro-mediteraneene cu formațiuni endemice de grozamă, Tufărișuri termo-mediteraneene și de pre-deșert, Matorral arborescenți cu Juniperus spp., Iazuri temporare mediteraneene, Izvoare petrifiante cu formare de travertin (Cratoneurion), Galerii de Salix alba și de Populus alba, Phrygana endemică cu Euphorbio-Verbascion, Pseudostepă cu ierburi și specii anuale de Thero-Brachypodietea, Păduri de Ilex aquifolium.
La baza desemnării sitului se află mai multe specii protejate:
- plante (3): Euphrasia nana, Herniaria litardierei, Lamyropsis microcephala
- păsări (51): uliu porumbar (Accipiter gentilis arrigonii), uliu păsărar (Accipiter nisus), ciocârlie-de-câmp (Alauda arvensis), Alectoris barbara, fâsă-de-câmp (Anthus campestris), fâsă de luncă (Anthus pratensis), fâsă de pădure (Anthus spinoletta), lăstunul mare (Apus apus), acvilă de munte (Aquila chrysaetos), șorecarul comun (Buteo buteo), sticlete (Carduelis carduelis), florinte (Chloris chloris), botgros (Coccothraustes coccothraustes), porumbel de scorbură (Columba oenas), porumbel gulerat (Columba palumbus), prepeliță (Coturnix coturnix), cuc (Cuculus canorus), lăstun de casă (Delichon urbicum), presură sură (Emberiza calandra), măcăleandru (Erithacus rubecula), Falco eleonorae, șoim călător (Falco peregrinus), vânturel roșu (Falco tinnunculus), cinteză (Fringilla coelebs), rândunică (Hirundo rustica), sfrâncioc roșiatic (Lanius collurio), câneparul (Linaria cannabina), ciocârlie de pădure (Lullula arborea), gaia roșie (Milvus milvus), mierlă de piatră (Monticola saxatilis), mierlă albastră (Monticola solitarius), codobatură de munte (Motacilla cinerea), muscar sur (Muscicapa striata), pietrar sur (Oenanthe oenanthe), ciuf-pitic (Otus scops), viespar (Pernis apivorus), codroș de munte (Phoenicurus ochruros), Ptyonoprogne rupestris, mărăcinar negru (Saxicola torquatus), sitar de pădure (Scolopax rusticola), turturică (Streptopelia turtur), silvie cu cap negru (Sylvia atricapilla), Sylvia cantillans moltonii, Sylvia sarda, silvie de tufiș (Sylvia undata), Tachymarptis melba, pănțărușul (Troglodytes troglodytes), sturzul viilor (Turdus iliacus), mierlă (Turdus merula), sturz (Turdus pilaris), sturzul de vâsc (Turdus viscivorus)
- amfibieni (2): Discoglossus sardus, Speleomantes imperialis
- mamifere (9): Cervus elaphus corsicanus, liliac cu aripi lungi (Miniopterus schreibersii), liliac cu picioare lungi (Myotis capaccinii), liliac cărămiziu (Myotis emarginatus), Myotis punicus, muflon (Ovis aries musimon), liliacul mare cu potcoavă (Rhinolophus ferrumequinum), liliacul mic cu potcoavă (Rhinolophus hipposideros), liliacul cu potcoavă a lui méhely (Rhinolophus mehelyi)
- nevertebrate (2): croitorul mare al stejarului (Cerambyx cerdo), Papilio hospiton
- pești (1): salmo cettii (Salmo cetti)
- reptile (2): țestoasa de baltă (Emys orbicularis), Euleptes europaea

Pe lângă speciile protejate, pe teritoriul sitului au mai fost identificate 85 de specii de plante, 2 specii de amfibieni, 1 specie de mamifere, 8 specii de nevertebrate, 1 specie de pești, 9 specii de reptile.